# フィッツパトリックのスキンタイプ

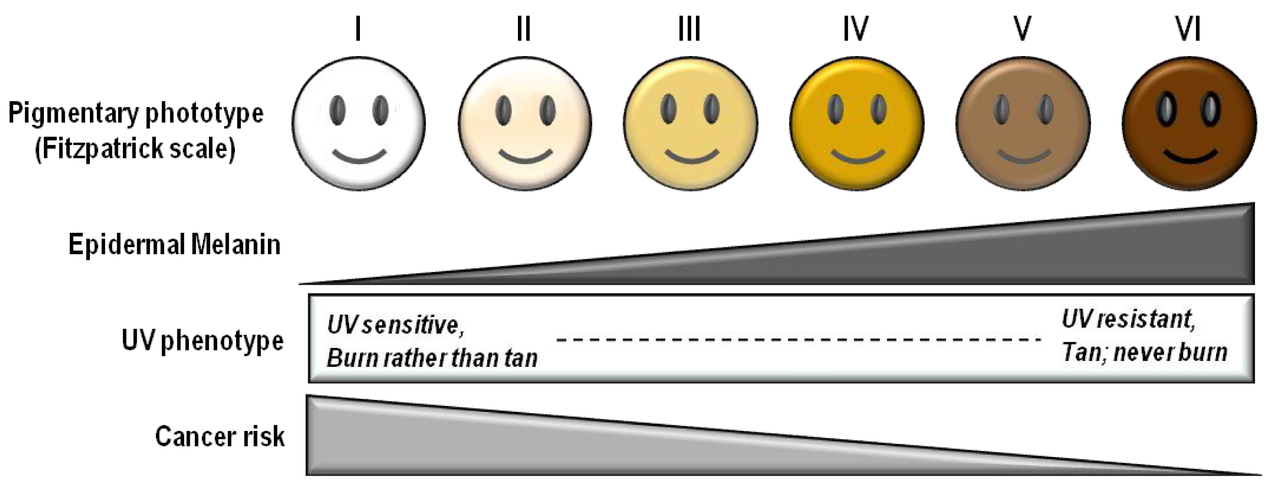
フィッツパトリック尺度と皮膚がんのリスク。つまり、白いほど紫外線に敏感であり、皮膚がんのリスクが高い。よって、白いほど紫外線に対する防護が必要になる。

フィッツパトリックのスキンタイプ（Fitzpatrick skin typing）とは、紫外線に曝露されたことによる感受性を元に、ヒトの肌の色を6段階に分類した尺度である。フィッツパトリックのスキンフォトタイプ（Fitzpatrick skin phototyping）とも呼ばれる他、省略して、フィッツパトリック尺度（Fitzpatrick scale）や、スキンフォトタイプ（skin phototyping）などと呼ばれることもある。日焼けの起こり方や、それによる皮膚がん発生のリスク評価、皮膚科の処置や化粧品の反応を評価するためなどに用いられる。1975年にトーマス・B・フィッツパトリックによって開発された。

## 開発
最初、日光に暴露した白人の反応を分類するためにIからIIIまでで分類した。1972年に、アメリカ食品医薬品局 (FDA) は日焼け止め指数の SPF の評価にこの分類を採用した。
紫外線燈への皮膚の反応の違いを評価するために、このスキンタイプの分類は、1975年にトーマス・B・フィッツパトリックによって開発された。ある種の光線過敏症の治療に用いられるPUVA療法の際に、当初は髪と目の色に基づいて照射する紫外線の強さを決めていたものの、それでは患者にとって強過ぎる紫外線となることがあった。そこで、紫外線に対する皮膚の反応に基づいて、照射する紫外線を決定するように変更し、加えて、広い範囲のスキンタイプへと拡張された。

## スキンタイプの分類

Felix von Luschan による肌の色のカラーチャート

フィッツパトリックのスキンタイプは、紫外線に曝露された時に発生する火傷にあたる「赤い日焼け」と、その後に反応として起こる紫外線から身を守るために皮膚でメラニンを合成したことによる「黒い日焼け」の発生の仕方によって分類されている。なお、併記されている点数は、より古いVon Luschan's chromatic scaleの36点との対応を示す。
- タイプⅠ   (0–6点) - 紫外線を浴びると常に火傷し、赤くなる。しかし、皮膚でのメラニン色素の合成亢進状態に当たる日焼けは起こらない。ただし、日焼けと同じく皮膚でメラニン色素の合成亢進が亢進した状態ながら、それが局所的に不可逆的に発生して色素沈着が起きたそばかすなどが[9]、発生することはある。
- タイプⅡ  (7–13点) - 紫外線を浴びると簡単に火傷し、赤くなる。その後も、ほとんど日焼けしない。
- タイプⅢ (14–20点) - 紫外線を浴びると軽い火傷をし、ある程度赤くなる。その後、時間をかけて中程度の褐色に日焼けする。
- タイプⅣ (21–27点) - 紫外線を浴びると僅かに火傷をし、多少赤くなる。皮膚のメラニン合成能が比較的高いため、その後容易に中程度の褐色にまで日焼けする。
- タイプⅤ (28–34点) - 元々肌の色は褐色で、紫外線を浴びても非常にたまに火傷する程度で、ほとんど赤くならない。日焼けしやすく、肌は暗褐色になる。
- タイプⅥ (35–36点) - 元々肌の色は暗褐色で、紫外線を浴びても火傷せず、赤くならない。最も暗い暗褐色から黒い肌をしている。

このタイプは遺伝に基づく肌の色だけでは決まらず、日焼けの習慣によって変わってくる。したがって、同じ人種であってもタイプが異なることもある。なお、白色人種でタイプⅠからⅢ程度、黄色人種でタイプⅡからⅣ程度と言われている。
紫外線によって紅斑を生じさせる最小紅斑線量 (MED) と、スキンタイプとの関係は、タイプⅠを「1.0」とした時、次の通りである。
- タイプⅠ MED1.0
- タイプⅡ MED2.0
- タイプⅢ MED2.7
- タイプⅣ MED3.6

## 利用
フィッツパトリックのスキンタイプは、紫外線に曝露された時に対する日焼けの仕方の評価の他にも、紫外線による色素沈着の発生のリスク評価、皮膚がん発生のリスク評価、光老化のリスク評価などに用いられる。また、ケミカルピーリング、美白剤、日焼け止め剤、マイクロダーマブレーションなど研究でも使われる尺度である。

## Emoji
UNICODEのVer.8から、emoji modifierとして、肌が表示された絵文字に対し、IとIIを併合した5種類の肌の色を適用しつつある。
| 記号 | Unicode | 略称                   | 名称                                |
| ---- | ------- | ---------------------- | ----------------------------------- |
| 🏻     | U+1F3FB | light skin tone        | EMOJI MODIFIER FITZPATRICK TYPE-1-2 |
| 🏼     | U+1F3FC | medium-light skin tone | EMOJI MODIFIER FITZPATRICK TYPE-3   |
| 🏽     | U+1F3FD | medium skin tone       | EMOJI MODIFIER FITZPATRICK TYPE-4   |
| 🏾     | U+1F3FE | medium-dark skin tone  | EMOJI MODIFIER FITZPATRICK TYPE-5   |
| 🏿     | U+1F3FF | dark skin tone         | EMOJI MODIFIER FITZPATRICK TYPE-6   |

- 最新のUNICODEの適用一覧については、Full Emoji Modifier Sequences[12]を参照。